# Danmarks herrlandskamper i fotboll 1920–1929
 ←1908–1919
Danmarks herrlandskamper i fotboll 1920–1929 omfattar OS 1920 i Belgien och hela Nordiska mästerskapet 1924–1928 (som Danmark vann) samt tre matcher från Nordiska mästerskapet 1929–1932 och ett större antal vänskapsmatcher.

## Matcher

### 1920
| 34 | 5 april 1920 | Nederländerna                                             | 2 – 0   | Danmark | Vänskapsmatch                                                                   |                                                                                 |
|    |              | Hermann Johannes Kessler 4′ Johannes Daniel de Natris 71′ | (1 – 0) |         | Oude Stadion, Amsterdam Publik: 36 000 Domare: Johannes Mutters (Nederländerna) | Oude Stadion, Amsterdam Publik: 36 000 Domare: Johannes Mutters (Nederländerna) |
|    |              |                                                           |         |         | Oude Stadion, Amsterdam Publik: 36 000 Domare: Johannes Mutters (Nederländerna) | Oude Stadion, Amsterdam Publik: 36 000 Domare: Johannes Mutters (Nederländerna) |
|    |              |                                                           |         |         | Oude Stadion, Amsterdam Publik: 36 000 Domare: Johannes Mutters (Nederländerna) | Oude Stadion, Amsterdam Publik: 36 000 Domare: Johannes Mutters (Nederländerna) |

| 35 | 13 juni 1920 | Norge               | 1 – 1   | Danmark               | Vänskapsmatch                                                             |                                                                           |
|    |              | Einar Gundersen 10′ | (1 – 1) | 42′ Bernhard Andersen | Holmen Gressbane, Kristiania Publik: 15 000 Domare: Ernst Albhn (Sverige) | Holmen Gressbane, Kristiania Publik: 15 000 Domare: Ernst Albhn (Sverige) |
|    |              |                     |         |                       | Holmen Gressbane, Kristiania Publik: 15 000 Domare: Ernst Albhn (Sverige) | Holmen Gressbane, Kristiania Publik: 15 000 Domare: Ernst Albhn (Sverige) |
|    |              |                     |         |                       | Holmen Gressbane, Kristiania Publik: 15 000 Domare: Ernst Albhn (Sverige) | Holmen Gressbane, Kristiania Publik: 15 000 Domare: Ernst Albhn (Sverige) |

| 36 | 28 augusti 1920 | Danmark | 0 – 1   | Spanien                | Olympiska spelen                                                      |                                                                       |
|    |                 |         | (0 – 0) | 54′ Patricio Arabolaza | La Butte, Bryssel Publik: 3 000 Domare: Willem Eymers (Nederländerna) | La Butte, Bryssel Publik: 3 000 Domare: Willem Eymers (Nederländerna) |
|    |                 |         |         |                        | La Butte, Bryssel Publik: 3 000 Domare: Willem Eymers (Nederländerna) | La Butte, Bryssel Publik: 3 000 Domare: Willem Eymers (Nederländerna) |
|    |                 |         |         |                        | La Butte, Bryssel Publik: 3 000 Domare: Willem Eymers (Nederländerna) | La Butte, Bryssel Publik: 3 000 Domare: Willem Eymers (Nederländerna) |

| 37 | 10 oktober 1920 | Sverige | 0 – 2   | Danmark                            | Vänskapsmatch                                                             |                                                                           |
|    |                 |         | (0 – 2) | 19′ Harry Hansen 41′ Michael Rohde | Råsunda, Stockholm Publik: 12 000 Domare: Wolf Simon Boas (Nederländerna) | Råsunda, Stockholm Publik: 12 000 Domare: Wolf Simon Boas (Nederländerna) |
|    |                 |         |         |                                    | Råsunda, Stockholm Publik: 12 000 Domare: Wolf Simon Boas (Nederländerna) | Råsunda, Stockholm Publik: 12 000 Domare: Wolf Simon Boas (Nederländerna) |
|    |                 |         |         |                                    | Råsunda, Stockholm Publik: 12 000 Domare: Wolf Simon Boas (Nederländerna) | Råsunda, Stockholm Publik: 12 000 Domare: Wolf Simon Boas (Nederländerna) |

### 1921
| 38 | 12 juni 1921 | Danmark          | 1 – 1   | Nederländerna     | Vänskapsmatch                                                        |                                                                      |
|    |              | Harry Hansen 76′ | (0 – 0) | 54′ Jan van Gendt | Idrætsparken, Köpenhamn Publik: 20 000 Domare: Ernst Albhn (Sverige) | Idrætsparken, Köpenhamn Publik: 20 000 Domare: Ernst Albhn (Sverige) |
|    |              |                  |         |                   | Idrætsparken, Köpenhamn Publik: 20 000 Domare: Ernst Albhn (Sverige) | Idrætsparken, Köpenhamn Publik: 20 000 Domare: Ernst Albhn (Sverige) |
|    |              |                  |         |                   | Idrætsparken, Köpenhamn Publik: 20 000 Domare: Ernst Albhn (Sverige) | Idrætsparken, Köpenhamn Publik: 20 000 Domare: Ernst Albhn (Sverige) |

| 39 | 2 oktober 1921 | Danmark                   | 3 – 1   | Norge               | Vänskapsmatch                                                             |                                                                           |
|    |                | Poul Nielsen 7′, 51′, 75′ | (1 – 0) | 59′ Johnny Helgesen | Idrætsparken, Köpenhamn Publik: 22 000 Domare: Arthur Björklund (Sverige) | Idrætsparken, Köpenhamn Publik: 22 000 Domare: Arthur Björklund (Sverige) |
|    |                |                           |         |                     | Idrætsparken, Köpenhamn Publik: 22 000 Domare: Arthur Björklund (Sverige) | Idrætsparken, Köpenhamn Publik: 22 000 Domare: Arthur Björklund (Sverige) |
|    |                |                           |         |                     | Idrætsparken, Köpenhamn Publik: 22 000 Domare: Arthur Björklund (Sverige) | Idrætsparken, Köpenhamn Publik: 22 000 Domare: Arthur Björklund (Sverige) |

| 40 | 9 oktober 1921 | Sverige | 0 – 0   | Danmark | Vänskapsmatch                                                      |                                                                    |
|    |                |         | (0 – 0) |         | Råsunda, Stockholm Publik: 22 000 Domare: Ragnvald Smedvik (Norge) | Råsunda, Stockholm Publik: 22 000 Domare: Ragnvald Smedvik (Norge) |
|    |                |         |         |         | Råsunda, Stockholm Publik: 22 000 Domare: Ragnvald Smedvik (Norge) | Råsunda, Stockholm Publik: 22 000 Domare: Ragnvald Smedvik (Norge) |
|    |                |         |         |         | Råsunda, Stockholm Publik: 22 000 Domare: Ragnvald Smedvik (Norge) | Råsunda, Stockholm Publik: 22 000 Domare: Ragnvald Smedvik (Norge) |

### 1922
| 41 | 15 april 1922 | Belgien | 0 – 0   | Danmark | Vänskapsmatch                                                          |                                                                        |
|    |               |         | (0 – 0) |         | Roscour Stadion, Liège Publik: 20 000 Domare: O. de Ricard (Frankrike) | Roscour Stadion, Liège Publik: 20 000 Domare: O. de Ricard (Frankrike) |
|    |               |         |         |         | Roscour Stadion, Liège Publik: 20 000 Domare: O. de Ricard (Frankrike) | Roscour Stadion, Liège Publik: 20 000 Domare: O. de Ricard (Frankrike) |
|    |               |         |         |         | Roscour Stadion, Liège Publik: 20 000 Domare: O. de Ricard (Frankrike) | Roscour Stadion, Liège Publik: 20 000 Domare: O. de Ricard (Frankrike) |

| 42 | 17 april 1922 | Nederländerna                      | 2 – 0   | Danmark | Vänskapsmatch                                                         |                                                                       |
|    |               | Harry Rodermond 5′ Appie Groen 46′ | (1 – 0) |         | Oude Stadion, Amsterdam Publik: 30 000 Domare: Hugo Meisl (Österrike) | Oude Stadion, Amsterdam Publik: 30 000 Domare: Hugo Meisl (Österrike) |
|    |               |                                    |         |         | Oude Stadion, Amsterdam Publik: 30 000 Domare: Hugo Meisl (Österrike) | Oude Stadion, Amsterdam Publik: 30 000 Domare: Hugo Meisl (Österrike) |
|    |               |                                    |         |         | Oude Stadion, Amsterdam Publik: 30 000 Domare: Hugo Meisl (Österrike) | Oude Stadion, Amsterdam Publik: 30 000 Domare: Hugo Meisl (Österrike) |

| 43 | 11 juni 1922 | Danmark | 0 – 3   | Tjeckoslovakien                      | Vänskapsmatch                                                                |                                                                              |
|    |              |         | (0 – 2) | 8′ Václav Pilát 36′, 49′ J. Dvorácek | Idrætsparken, Köpenhamn Publik: 20 000 Domare: Willem Eymers (Nederländerna) | Idrætsparken, Köpenhamn Publik: 20 000 Domare: Willem Eymers (Nederländerna) |
|    |              |         |         |                                      | Idrætsparken, Köpenhamn Publik: 20 000 Domare: Willem Eymers (Nederländerna) | Idrætsparken, Köpenhamn Publik: 20 000 Domare: Willem Eymers (Nederländerna) |
|    |              |         |         |                                      | Idrætsparken, Köpenhamn Publik: 20 000 Domare: Willem Eymers (Nederländerna) | Idrætsparken, Köpenhamn Publik: 20 000 Domare: Willem Eymers (Nederländerna) |

| 44 | 10 september 1922 | Norge                                              | 3 – 3   | Danmark                                     | Vänskapsmatch                                                     |                                                                   |
|    |                   | Einar Gundersen 5′ Einar Wilhelms 74′ Rolf Aas 89′ | (2 – 1) | 30′ Christian Grøthan 38′, 76′ Poul Nielsen | Stadion, Fredrikstad Publik: 11 000 Domare: H. Lundberg (Sverige) | Stadion, Fredrikstad Publik: 11 000 Domare: H. Lundberg (Sverige) |
|    |                   |                                                    |         |                                             | Stadion, Fredrikstad Publik: 11 000 Domare: H. Lundberg (Sverige) | Stadion, Fredrikstad Publik: 11 000 Domare: H. Lundberg (Sverige) |
|    |                   |                                                    |         |                                             | Stadion, Fredrikstad Publik: 11 000 Domare: H. Lundberg (Sverige) | Stadion, Fredrikstad Publik: 11 000 Domare: H. Lundberg (Sverige) |

| 45 | 1 oktober 1922 | Danmark          | 1 – 2   | Sverige                       | Vänskapsmatch                                                                |                                                                              |
|    |                | Poul Nielsen 33′ | (1 – 1) | 22′ Harry Dahl 48′ Albin Dahl | Idrætsparken, Köpenhamn Publik: 25 000 Domare: Willem Eymers (Nederländerna) | Idrætsparken, Köpenhamn Publik: 25 000 Domare: Willem Eymers (Nederländerna) |
|    |                |                  |         |                               | Idrætsparken, Köpenhamn Publik: 25 000 Domare: Willem Eymers (Nederländerna) | Idrætsparken, Köpenhamn Publik: 25 000 Domare: Willem Eymers (Nederländerna) |
|    |                |                  |         |                               | Idrætsparken, Köpenhamn Publik: 25 000 Domare: Willem Eymers (Nederländerna) | Idrætsparken, Köpenhamn Publik: 25 000 Domare: Willem Eymers (Nederländerna) |

### 1923
| 46 | 6 maj 1923 | Tjeckoslovakien           | 2 – 0   | Danmark | Vänskapsmatch                                                  |                                                                |
|    |            | F. Cisar 19′ R. Stapl 40′ | (2 – 0) |         | Sparta Stadion, Prag Publik: 18 000 Domare: J. Hirle (Schweiz) | Sparta Stadion, Prag Publik: 18 000 Domare: J. Hirle (Schweiz) |
|    |            |                           |         |         | Sparta Stadion, Prag Publik: 18 000 Domare: J. Hirle (Schweiz) | Sparta Stadion, Prag Publik: 18 000 Domare: J. Hirle (Schweiz) |
|    |            |                           |         |         | Sparta Stadion, Prag Publik: 18 000 Domare: J. Hirle (Schweiz) | Sparta Stadion, Prag Publik: 18 000 Domare: J. Hirle (Schweiz) |

| 47 | 17 juni 1923 | Danmark                                                     | 3 – 2   | Schweiz                           | Vänskapsmatch                                                        |                                                                      |
|    |              | Alf Olsen 20′ Steen Steensen Blicher 56′ (str.), 76′ (str.) | (1 – 0) | 80′ Robert Pache 87′ Max Abegglen | Idrætsparken, Köpenhamn Publik: 25 000 Domare: D. H. Asson (England) | Idrætsparken, Köpenhamn Publik: 25 000 Domare: D. H. Asson (England) |
|    |              |                                                             |         |                                   | Idrætsparken, Köpenhamn Publik: 25 000 Domare: D. H. Asson (England) | Idrætsparken, Köpenhamn Publik: 25 000 Domare: D. H. Asson (England) |
|    |              |                                                             |         |                                   | Idrætsparken, Köpenhamn Publik: 25 000 Domare: D. H. Asson (England) | Idrætsparken, Köpenhamn Publik: 25 000 Domare: D. H. Asson (England) |

| 48 | 30 september 1923 | Danmark                                               | 2 – 1   | Norge              | Vänskapsmatch                                                                   |                                                                                 |
|    |                   | Steen Steensen Blicher 47′ (str.) Viggo Jørgensen 53′ | (0 – 1) | 22′ Bjarne Johnsen | Idrætsparken, Köpenhamn Publik: 20 000 Domare: Johannes Mutters (Nederländerna) | Idrætsparken, Köpenhamn Publik: 20 000 Domare: Johannes Mutters (Nederländerna) |
|    |                   |                                                       |         |                    | Idrætsparken, Köpenhamn Publik: 20 000 Domare: Johannes Mutters (Nederländerna) | Idrætsparken, Köpenhamn Publik: 20 000 Domare: Johannes Mutters (Nederländerna) |
|    |                   |                                                       |         |                    | Idrætsparken, Köpenhamn Publik: 20 000 Domare: Johannes Mutters (Nederländerna) | Idrætsparken, Köpenhamn Publik: 20 000 Domare: Johannes Mutters (Nederländerna) |

| 49 | 14 oktober 1923 | Sverige                | 1 – 3   | Danmark                                                   | Vänskapsmatch                                                          |                                                                        |
|    |                 | H. Sundberg 80′ (str.) | (0 – 2) | 20′ Viggo Jørgensen 27′ Ernst Nilsson 87′ Karl Vilhelmsen | Råsunda, Stockholm Publik: 18 000 Domare: Thomas Robertson (Skottland) | Råsunda, Stockholm Publik: 18 000 Domare: Thomas Robertson (Skottland) |
|    |                 |                        |         |                                                           | Råsunda, Stockholm Publik: 18 000 Domare: Thomas Robertson (Skottland) | Råsunda, Stockholm Publik: 18 000 Domare: Thomas Robertson (Skottland) |
|    |                 |                        |         |                                                           | Råsunda, Stockholm Publik: 18 000 Domare: Thomas Robertson (Skottland) | Råsunda, Stockholm Publik: 18 000 Domare: Thomas Robertson (Skottland) |

### 1924
| 50 | 21 april 1924 | Schweiz                             | 2 – 0   | Danmark | Vänskapsmatch                                                          |                                                                        |
|    |               | Walter Dietrich 3′ Max Abegglen 42′ | (2 – 0) |         | Landhof, Basel Publik: 15 000 Domare: Johannes Mutters (Nederländerna) | Landhof, Basel Publik: 15 000 Domare: Johannes Mutters (Nederländerna) |
|    |               |                                     |         |         | Landhof, Basel Publik: 15 000 Domare: Johannes Mutters (Nederländerna) | Landhof, Basel Publik: 15 000 Domare: Johannes Mutters (Nederländerna) |
|    |               |                                     |         |         | Landhof, Basel Publik: 15 000 Domare: Johannes Mutters (Nederländerna) | Landhof, Basel Publik: 15 000 Domare: Johannes Mutters (Nederländerna) |

| 51 | 15 juni 1924 | Danmark                        | 2 – 3   | Sverige                               | Nordiska mästerskapet 1924–1928                                         |                                                                         |
|    |              | Alf Olsen 2′ Ernst Nilsson 47′ | (1 – 0) | 59′ Per Kaufeldt 71′, 75′ Sven Rydell | Idrætsparken, Köpenhamn Publik: 25 000 Domare: G. Noel Watson (England) | Idrætsparken, Köpenhamn Publik: 25 000 Domare: G. Noel Watson (England) |
|    |              |                                |         |                                       | Idrætsparken, Köpenhamn Publik: 25 000 Domare: G. Noel Watson (England) | Idrætsparken, Köpenhamn Publik: 25 000 Domare: G. Noel Watson (England) |
|    |              |                                |         |                                       | Idrætsparken, Köpenhamn Publik: 25 000 Domare: G. Noel Watson (England) | Idrætsparken, Köpenhamn Publik: 25 000 Domare: G. Noel Watson (England) |

| 52 | 14 september 1924 | Norge                  | 1 – 3   | Danmark                             | Nordiska mästerskapet 1924–1928                                           |                                                                           |
|    |                   | Finn Berstad 9′ (str.) | (1 – 3) | 21′ Alf Olsen 27′, 31′ Poul Nielsen | Holmen Gressbane, Kristiania Publik: 15 000 Domare: Eric Ohlson (Sverige) | Holmen Gressbane, Kristiania Publik: 15 000 Domare: Eric Ohlson (Sverige) |
|    |                   |                        |         |                                     | Holmen Gressbane, Kristiania Publik: 15 000 Domare: Eric Ohlson (Sverige) | Holmen Gressbane, Kristiania Publik: 15 000 Domare: Eric Ohlson (Sverige) |
|    |                   |                        |         |                                     | Holmen Gressbane, Kristiania Publik: 15 000 Domare: Eric Ohlson (Sverige) | Holmen Gressbane, Kristiania Publik: 15 000 Domare: Eric Ohlson (Sverige) |

| 53 | 5 oktober 1924 | Danmark              | 2 – 1   | Belgien           | Vänskapsmatch                                                        |                                                                      |
|    |                | Poul Nielsen 8′, 34′ | (2 – 0) | 59′ Fernand Adams | Idrætsparken, Köpenhamn Publik: 20 000 Domare: Otto Olsson (Sverige) | Idrætsparken, Köpenhamn Publik: 20 000 Domare: Otto Olsson (Sverige) |
|    |                |                      |         |                   | Idrætsparken, Köpenhamn Publik: 20 000 Domare: Otto Olsson (Sverige) | Idrætsparken, Köpenhamn Publik: 20 000 Domare: Otto Olsson (Sverige) |
|    |                |                      |         |                   | Idrætsparken, Köpenhamn Publik: 20 000 Domare: Otto Olsson (Sverige) | Idrætsparken, Köpenhamn Publik: 20 000 Domare: Otto Olsson (Sverige) |

### 1925
| 54 | 14 juni 1925 | Sverige | 0 – 2   | Danmark                            | Nordiska mästerskapet 1924–1928                                    |                                                                    |
|    |              |         | (0 – 1) | 37′ Einard Larsen 65′ Poul Nielsen | Råsunda, Stockholm Publik: 20 000 Domare: G. Noel Watson (England) | Råsunda, Stockholm Publik: 20 000 Domare: G. Noel Watson (England) |
|    |              |         |         |                                    | Råsunda, Stockholm Publik: 20 000 Domare: G. Noel Watson (England) | Råsunda, Stockholm Publik: 20 000 Domare: G. Noel Watson (England) |
|    |              |         |         |                                    | Råsunda, Stockholm Publik: 20 000 Domare: G. Noel Watson (England) | Råsunda, Stockholm Publik: 20 000 Domare: G. Noel Watson (England) |

| 55 | 21 juni 1925 | Danmark                                                       | 5 – 1   | Norge             | Nordiska mästerskapet 1924–1928                                         |                                                                         |
|    |              | Ernst Nilsson 7′, 71′, 81′ Poul Nielsen 49′ Michael Rohde 73′ | (1 – 0) | 60′ Herbert Lunde | Idrætsparken, Köpenhamn Publik: 23 000 Domare: G. Noel Watson (England) | Idrætsparken, Köpenhamn Publik: 23 000 Domare: G. Noel Watson (England) |
|    |              |                                                               |         |                   | Idrætsparken, Köpenhamn Publik: 23 000 Domare: G. Noel Watson (England) | Idrætsparken, Köpenhamn Publik: 23 000 Domare: G. Noel Watson (England) |
|    |              |                                                               |         |                   | Idrætsparken, Köpenhamn Publik: 23 000 Domare: G. Noel Watson (England) | Idrætsparken, Köpenhamn Publik: 23 000 Domare: G. Noel Watson (England) |

| 56 | 27 september 1925 | Danmark                                           | 3 – 3   | Finland                                 | Vänskapsmatch                                                               |                                                                             |
|    |                   | Hjalmar Kelin 18′ (sjm.) Pauli Jørgensen 61′, 67′ | (1 – 3) | 27′, 36′ Verner Eklöf 42′ Aulis Koponen | Århus Stadion, Århus Publik: 8 000 Domare: Johannes Mutters (Nederländerna) | Århus Stadion, Århus Publik: 8 000 Domare: Johannes Mutters (Nederländerna) |
|    |                   |                                                   |         |                                         | Århus Stadion, Århus Publik: 8 000 Domare: Johannes Mutters (Nederländerna) | Århus Stadion, Århus Publik: 8 000 Domare: Johannes Mutters (Nederländerna) |
|    |                   |                                                   |         |                                         | Århus Stadion, Århus Publik: 8 000 Domare: Johannes Mutters (Nederländerna) | Århus Stadion, Århus Publik: 8 000 Domare: Johannes Mutters (Nederländerna) |

| 57 | 25 oktober 1925 | Nederländerna                                                                       | 4 – 2   | Danmark                               | Vänskapsmatch                                                          |                                                                        |
|    |                 | Charles van Baar van Slangenburgh 40′ Wouter Marinus Buitenweg 50′, 80′ Wim Tap 54′ | (1 – 0) | 61′ Ernst Nilsson 88′ Viggo Jørgensen | Oude Stadion, Amsterdam Publik: 34 000 Domare: Peco Bauwens (Tyskland) | Oude Stadion, Amsterdam Publik: 34 000 Domare: Peco Bauwens (Tyskland) |
|    |                 |                                                                                     |         |                                       | Oude Stadion, Amsterdam Publik: 34 000 Domare: Peco Bauwens (Tyskland) | Oude Stadion, Amsterdam Publik: 34 000 Domare: Peco Bauwens (Tyskland) |
|    |                 |                                                                                     |         |                                       | Oude Stadion, Amsterdam Publik: 34 000 Domare: Peco Bauwens (Tyskland) | Oude Stadion, Amsterdam Publik: 34 000 Domare: Peco Bauwens (Tyskland) |

### 1926
| 58 | 13 juni 1926 | Danmark | 4 – 1 | Nederländerna | Vänskapsmatch                                     |  |
|    |              |         |       |               | Köpenhamn Publik: 19 000 Domare: Olsson (Sverige) |  |
|    |              |         |       |               |                                                   |  |
|    |              |         |       |               |                                                   |  |

| 59 | 20 juni 1926 | Finland | 3 – 2 | Danmark | Vänskapsmatch                                      |  |
|    |              |         |       |         | Helsingfors Publik: 7 000 Domare: Ekberg (Sverige) |  |
|    |              |         |       |         |                                                    |  |
|    |              |         |       |         |                                                    |  |

| 60 | 19 september 1926 | Norge | 2 – 2 | Danmark | Nordiska mästerskapet 1924–1928                 |  |
|    |                   |       |       |         | Oslo Publik: 15 000 Domare: Bergqvist (Sverige) |  |
|    |                   |       |       |         |                                                 |  |
|    |                   |       |       |         |                                                 |  |

| 61 | 3 oktober 1926 | Danmark | 2 – 0 | Sverige | Nordiska mästerskapet 1924–1928                     |  |
|    |                |         |       |         | Köpenhamn Publik: 30 000 Domare: Bauwens (Tyskland) |  |
|    |                |         |       |         |                                                     |  |
|    |                |         |       |         |                                                     |  |

### 1927
| 62 | 29 maj 1927 | Norge | 0 – 1 | Danmark | Vänskapsmatch (Norges FF 25 år)                 |  |
|    |             |       |       |         | Oslo Publik: 18 000 Domare: Bergqvist (Sverige) |  |
|    |             |       |       |         |                                                 |  |
|    |             |       |       |         |                                                 |  |

| 63 | 12 juni 1927 | Danmark | 1 – 1 | Nederländerna | Vänskapsmatch                                        |  |
|    |              |         |       |               | Köpenhamn Publik: 21 000 Domare: Bergqvist (Sverige) |  |
|    |              |         |       |               |                                                      |  |
|    |              |         |       |               |                                                      |  |

| 64 | 19 juni 1927 | Sverige | 0 – 0 | Danmark | Nordiska mästerskapet 1924–1928                     |  |
|    |              |         |       |         | Stockholm Publik: 20 000 Domare: Langenus (Belgien) |  |
|    |              |         |       |         |                                                     |  |
|    |              |         |       |         |                                                     |  |

| 65 | 2 oktober 1927 | Danmark | 3 – 1 | Tyskland | Vänskapsmatch                                    |  |
|    |                |         |       |          | Köpenhamn Publik: 19 000 Domare: Smedvik (Norge) |  |
|    |                |         |       |          |                                                  |  |
|    |                |         |       |          |                                                  |  |

| 66 | 1 januari 1927 | Danmark | 3 – 1 | Norge | Nordiska mästerskapet 1924–1928                    |  |
|    |                |         |       |       | Köpenhamn Publik: 20 000 Domare: Birlem (Tyskland) |  |
|    |                |         |       |       |                                                    |  |
|    |                |         |       |       |                                                    |  |

### 1928
| 67 | 22 april 1928 | Nederländerna | 2 – 0 | Danmark | Vänskapsmatch                                       |  |
|    |               |               |       |         | Amsterdam Publik: 35 000 Domare: Bauwens (Tyskland) |  |
|    |               |               |       |         |                                                     |  |
|    |               |               |       |         |                                                     |  |

| 68 | 17 juni 1928 | Norge | 2 – 3 | Danmark | Nordiska mästerskapet 1924–1928                |  |
|    |              |       |       |         | Oslo Publik: 18 000 Domare: Stenborg (Sverige) |  |
|    |              |       |       |         |                                                |  |
|    |              |       |       |         |                                                |  |

| 69 | 16 september 1928 | Tyskland | 2 – 1 | Danmark | Vänskapsmatch                                   |  |
|    |                   |          |       |         | Nürnberg Publik: 50 000 Domare: Ruoff (Schweiz) |  |
|    |                   |          |       |         |                                                 |  |
|    |                   |          |       |         |                                                 |  |

| 70 | 7 oktober 1928 | Danmark | 3 – 1 | Sverige | Nordiska mästerskapet 1924–1928                      |  |
|    |                |         |       |         | Köpenhamn Publik: 28 000 Domare: Spranger (Tyskland) |  |
|    |                |         |       |         |                                                      |  |
|    |                |         |       |         |                                                      |  |

### 1929
| 71 | 16 juni 1929 | Sverige | 3 – 2 | Danmark | Nordiska mästerskapet 1929–1932                    |  |
|    |              |         |       |         | Göteborg Publik: 24 000 Domare: Bauwens (Tyskland) |  |
|    |              |         |       |         |                                                    |  |
|    |              |         |       |         |                                                    |  |

| 72 | 23 juni 1929 | Danmark | 2 – 5 | Norge | Nordiska mästerskapet 1929–1932                    |  |
|    |              |         |       |       | Köpenhamn Publik: 20 000 Domare: Birlem (Tyskland) |  |
|    |              |         |       |       |                                                    |  |
|    |              |         |       |       |                                                    |  |

| 73 | 13 oktober 1929 | Danmark | 8 – 0 | Finland | Nordiska mästerskapet 1929–1932                   |  |
|    |                 |         |       |         | Köpenhamn Publik: 20 000 Domare: Fuchs (Tyskland) |  |
|    |                 |         |       |         |                                                   |  |
|    |                 |         |       |         |                                                   |  |